# Champagnac-le-Vieux
Champagnac-le-Vieux là một xã thuộc tỉnh Haute-Loire nam trung bộ nước Pháp. Xã Champagnac-le-Vieux nằm ở khu vực có độ cao từ 640-980 mét trên mực nước biển.

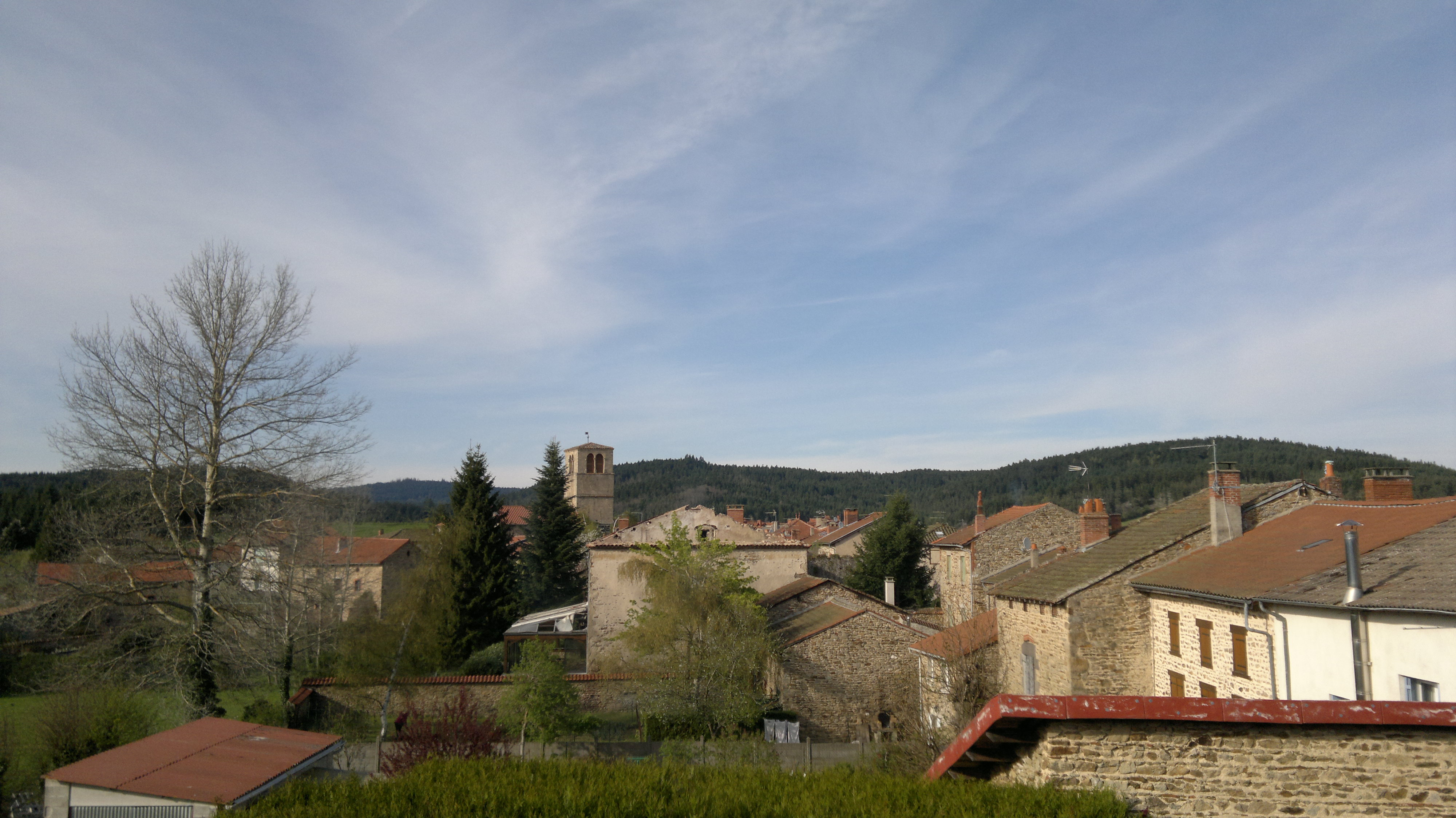
Champagnac-le-Vieux

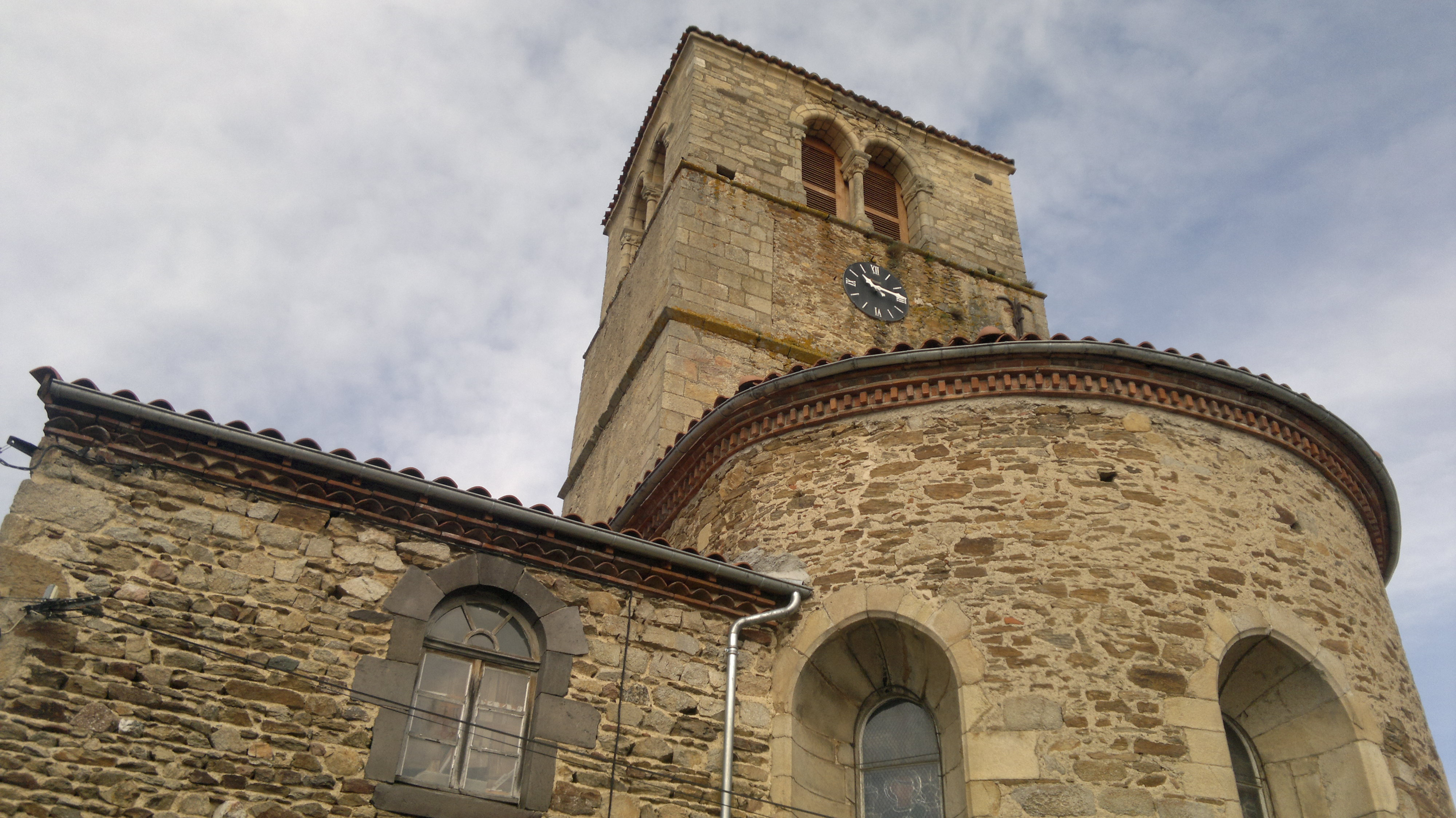
Saint-Pierre (Champagnac-le-Vieux)